# Sanabrés (lingüística)
El sanabrés (también conocido localmente como senabrés, pachuocu, machuecu o charricu) es un dialecto perteneciente al grupo lingüístico asturleonés hablado en la comarca zamorana de Sanabria, en España. Se desconoce el número aproximado concerniente a la escasa población que pueda hablarlo aún, trasladándose varios de sus giros y características al uso del castellano.

## Clasificación lingüística
El sanabrés se engloba lingüísticamente dentro del dialecto leonés occidental de la lengua leonesa, siendo un subdialecto del mismo, motivo por el cual el Atlas de las lenguas del mundo de la UNESCO engloba al sanabrés dentro del asturleonés.

## Estatus legal
Como parte del dominio lingüístico leonés, el sanabrés se encuentra teóricamente protegido por el artículo 5.2 del Estatuto de autonomía de Castilla y León, que señala que "El leonés será objeto de protección específica por parte de las instituciones por su particular valor dentro del patrimonio lingüístico de la Comunidad. Su protección, uso y promoción serán objeto de regulación". Sin embargo, no se ha desarrollado posteriormente la legislación necesaria para poder hacer efectiva esa protección y promoción del leonés por parte de las instituciones autonómicas, hecho que motivó la presentación de una Proposición No de Ley (PNL) en las Cortes autonómicas en mayo de 2010, mediante la que se solicitaba el desarrollo de legislación para hacer efectiva la protección del leonés que recoge el Estatuto, siendo aprobada dicha PNL por unanimidad de los procuradores presentes, a pesar de lo cual la Junta de Castilla y León no ha desarrollado posteriormente lo aprobado y exigido por las Cortes en dicha sesión.[cita requerida]